# Fleischer Studios
Fleischer Studios, Inc. è stata una società statunitense nata come studio d'animazione che si trovava a 1600 Broadway, New York. Venne fondata nel 1921 come Inkwell Studios (o Out of the Inkwell Films) dai fratelli Max Fleischer e Dave Fleischer che gestirono l'azienda dalla sua nascita finché la Paramount Pictures, società madre dello studio e distributrice dei suoi film, li costrinse a dimettersi nell'aprile 1942. Al suo apice era la concorrente principale della Walt Disney Productions e si distingue per aver portato sullo schermo personaggi come Koko il Clown, Betty Boop, Bimbo, Braccio di Ferro, Gabby e Superman. A differenza di altri studi, i cui personaggi più famosi sono animali antropomorfi, i personaggi più popolari dei Fleischer erano esseri umani.

## Storia

### Film muti
La società ebbe inizio quando Max Fleischer inventò il rotoscope, che permetteva animazioni estremamente realistiche. Utilizzando questo dispositivo, i fratelli Fleischer ottennero un contratto con la Bray Productions nel 1919 per produrre una loro serie chiamata Out of the Inkwell, che incluse i loro primi personaggi: l'ancora senza nome Koko il Clown e Fitz the Dog, che si sarebbe evoluto in Bimbo nel 1930. Out of the Inkwell divenne una serie di grande successo. Poiché l'operazione cinematografica della Bray iniziò a diminuire, i fratelli aprirono un loro studio nel 1921. Dave lavorava come regista e supervisionava la produzione dello studio, mentre Max era il produttore. L'azienda era conosciuta come Out of the Inkwell Films, e divenne i Fleischer Studios nel gennaio 1929.
Per tutti gli anni venti i Fleischer furono tra i primi produttori di animazione, con ironia intelligente e numerose innovazioni, tra cui il Rotograph, un pionieristico processo fotografico per il compositing dell'animazione con sfondi live action. Altre innovazioni inclusero i Song Car-Tunes e cortometraggi canta-con-noi (con la famosa "palla rimbalzante"), che erano una sorta di precursori del karaoke. Da maggio 1924 a settembre 1926 lo studio utilizzò il processo sound-on-film Phonofilm di Lee De Forest per produrre i primi 19 cartoni animati con tracce audio sincronizzate, inclusi Come Take a Trip in My Airship, Darling Nelly Gray, Has Anybody Here Seen Kelly e By the Light of the Silvery Moon. La serie Song Car-Tunes si concluse nel 1927.

### Suono e colore
Con la loro prima esperienza con il suono, i Fleischer Studios fecero la transizione con facilità. Il loro accordo di produzione e distribuzione con la Paramount permise di espandere il loro formato di film musicale nelle loro nuove Screen Songs, una continuazione dei precedenti Song Car-Tunes. La prima di queste fu The Sidewalks of New York, uscita il 5 febbraio 1929. Nell'ottobre dello stesso anno, i Fleischer introdussero una nuova serie chiamata Talkartoons. I primi episodi della serie erano per lo più cartoni animati one-shot, ma Bimbo sarebbe diventato un punto fermo della serie. Bimbo venne messo in ombra dalla sua ragazza, Betty Boop, che divenne rapidamente la stella dello studio, e da agosto 1932 la serie Talkartoon venne ribattezzata con il suo nome; i Fleischer Studios ottennero ancora più successo utilizzando Cab Calloway in tre cartoni animati di Betty Boop, e Louis Armstrong e Don Redman ciascuno presente in cartoni animati separati. Betty fu il primo personaggio femminile in evidenza nell'animazione americana, e rifletteva il caratteristico orientamento adulto urbano dei prodotti dello studio.
I successi iniziali dello studio cominciarono a trasformarsi mentre gli anni trenta avanzavano. Nel 1934 venne emanato a Hollywood il Codice Hays, che risultò in una grave censura per i film. La sessualità di Betty fu neutralizzata, e gran parte del suo fascino venne perso. Allo stesso tempo, il Codice Hays influenzò il tono dei film della Paramount. La società aveva attraversato tre riorganizzazioni dalla bancarotta tra il 1931 e il 1936, e la nuova gestione si mise a fare film per un pubblico più generale, del tipo fatto alla MGM, ma con un budget inferiore. Questo cambiamento nella politica dei contenuti influenzò quelli dei cartoni animati che i Fleischer dovevano produrre per la Paramount, che sollecitava i Fleischer a considerare di emulare i cartoni animati di Walt Disney. L'esempio più notevole dell'adattamento dei Fleischer dello stile Disney fu la loro serie Color Classics, che era essenzialmente una copia e parodia diretta delle Sinfonie allegre Disney.
Il successo dei Fleischer si solidificò ulteriormente quando ottennero la licenza del personaggio della striscia a fumetti di E. C. Segar Braccio di Ferro per una loro serie di cartoni animati. Braccio di Ferro divenne la serie più popolare che i Fleischer avessero mai prodotto, e il suo successo rivaleggiava con quello dei cartoni animati di Topolino di Walt Disney. Tre cortometraggi in Technicolor di Braccio di Ferro furono prodotti nel 1936, 1937 e 1939, e venivano proiettati in molti cinema insieme al film principale.

### Ultimo periodo
Gli sforzi dei Fleischer Studios nell'emulare lo studio Disney culminarono nella produzione di lungometraggi animati, dopo il successo di Biancaneve e i sette nani (1937). La Paramount prestò ai Fleischer i soldi per uno studio più ampio, che venne costruito a Miami per usufruire di agevolazioni fiscali e per sciogliere l'attività sindacale risultante da un amaro sciopero del 1937. Il nuovo studio dei Fleischer venne inaugurato nell'ottobre del 1938, e la produzione del primo lungometraggio, I viaggi di Gulliver, entrò dalla fase di sviluppo alla produzione attiva.
Al momento della sua uscita a Natale del 1939, I viaggi di Gulliver ebbe un buon risultato al botteghino, anche se la qualità del racconto e l'animazione erano molto inferiori a quelle del film che cercava di emulare. Tra l'uscita de I viaggi di Gulliver e quella del successivo film Hoppity va in città (1941), i Fleischer produssero il loro miglior lavoro di questo periodo, una serie di cortometraggi di alta qualità basati sul supereroe dei comic book Superman. Il primo corto della serie, intitolato semplicemente Superman, aveva un budget di 50.000 dollari, il più alto di sempre per un normale cortometraggio Fleischer, e ricevette una nomination all'Oscar.
Tuttavia, quest'ultimo successo non aiutò lo studio a risalire le sue difficoltà finanziarie. Lo staff ampliato del nuovo studio di Miami creò un sovraccarico elevato, che richiese una produzione costante. Un certo numero di cortometraggi di questo periodo, come ad esempio ' cortometraggi di Braccio di Ferro e un adattamento a due bobine del 1941 di Raggedy Ann and Andy, mantennero un alto livello di qualità. Altri, come gli Stone Age Cartoons, le varie serie spin-off de I viaggi di Gulliver (come Animated Antics e Gabby) e l'adattamento a due bobine del 1942 de "Il corvo" di Edgar Allan Poe, furono tra le uscite con meno successo dello studio.

### Acquisizione dalla Paramount
Mentre i profitti diminuivano, i Fleischer dovevano chiedere frequentemente prestiti alla Paramount, e alla fine dovettero cedere le loro quote dello studio. A peggiorare le cose, Max e Dave smisero di parlarsi nei primi mesi del 1940 a causa di controversie professionali e personali. La Paramount presentò a entrambi i Fleischer una lettera firmata di dimissioni, da essere usata a discrezione della Paramount, in modo che i Fleischer Studios ricevessero finanziamenti per la stagione cinematografica 1940-1941. Il 24 maggio 1941 la Paramount richiamò i loro prestiti e assunse la piena proprietà dei Fleischer Studios. I Fleischer rimasero in controllo della produzione fino al novembre del 1941.
Hoppity va in città venne finalmente distribuito il 5 dicembre 1941. La sua uscita avvenne solo due giorni prima dell'attacco di Pearl Harbor, che portò gli Stati Uniti nella seconda guerra mondiale. Il film non riuscì a ottenere una distribuzione generale, e benché non avesse superato il budget di 500.000 dollari, i suoi costi non poterono essere recuperati. Mentre Dave Fleischer era a Hollywood a supervisionare la post-produzione del film, Max aveva inviato un telegramma alla Paramount spiegando che non poteva più lavorare con il fratello, e la Paramount aveva prodotto le lettere di dimissioni. Come risultato, i Fleischer furono rimossi dal controllo dello studio e la Paramount formò una nuova società, i Famous Studios, come succeditrice dei Fleischer Studios a metà del 1942. L'ultimo cartone animato prodotto dai Fleischer Studios fu il cortometraggio di Superman Terrore al circo.
Dave Fleischer si trasferì definitivamente in California, e nell'aprile del 1942 divenne capo dello studio di animazione della Columbia Pictures, la Screen Gems. Max Fleischer divenne capo della divisione animazione della Jam Handy Organization, e Sam Buchwald, Isadore Sparber, Dan Gordon e il genero di Max Fleischer Seymour Kneitel divennero i capi dei Famous Studios, che vennero riportati a New York nel 1943.

### I Fleischer Studios oggi
I Fleischer non furono mai più una forza importante nel settore, ma i loro film e personaggi sono rimasti popolari. Dagli anni ottanta i Fleischer sono riconosciuti come i pionieri dell'animazione che realmente erano. I Fleischer Studios hanno oggi sede a Los Angeles, e operano come una società che continua a detenere i diritti di Betty Boop e personaggi associati, come Koko il Clown, Bimbo e il prof. Luminosi. È diretta dal nipote di Max, Mark Fleischer, che sovrintende le attività di merchandising. I Fleischer Studios utilizzano il King Features Syndicate per concedere in licenza i personaggi Fleischer e vario merchandise.

## Filmografia
*:(tutte le opere) di pubblico dominio
#:alcune opere di pubblico dominio
**:ereditata dai Famous Studios

### Serie cinematografiche
- Out of the Inkwell# (1918 – 1926; fino al 1921 prodotta da John Randolph Bray)
- Fun from the Press (1923)
- Inklings (1926)
- Inkwell Imps# (1927 – 1929)
- Song Car-Tunes* (1924 – 1926)
- Screen Songs* (1929 – 1938)
- Talkartoons* (1929 – 1932)
- Betty Boop# (1932 – 1939)
- Braccio di Ferro# (1933 – 1942)**
- Color Classics# (1934 – 1941)
- Animated Antics* (1940 – 1941)
- Stone Age* (1940)
- Gabby* (1940 – 1941)
- Superman* (1941 – 1942)**

### Cortometraggi autonomi
- L'evoluzione del mondo (Darwin's Theory of Evolution, 1923)
- The Einstein Theory of Relativity (1923)
- Raggedy Ann and Raggedy Andy (1941)
- The Raven (1942)

### Lungometraggi
- I viaggi di Gulliver* (1939)
- Hoppity va in città (1941)